# Kompetenzzentrum Naturschutz und Energiewende
Das Kompetenzzentrum Naturschutz und Energiewende (KNE) unterstützt den naturverträglichen Ausbau der erneuerbaren Energien. Es wird aus dem Haushalt des Bundesministeriums für Umwelt, Klimaschutz, Naturschutz und nukleare Sicherheit finanziert. Alleiniger Gesellschafter (Stand 07/2021) ist die Umweltstiftung Michael Otto (UMO) in Hamburg (vormals Michael Otto Stiftung für Umweltschutz).

## Geschichte
Im Koalitionsvertrag von CDU, CSU und SPD vom 16. Dezember 2013, heißt es: „Wir wollen die Energiewende naturverträglich gestalten und zugleich die hierfür notwendigen Verfahren und dafür geeigneten Strukturen schaffen. Deswegen wird ein Kompetenzzentrum ‚Naturschutz und Energiewende‘ eingerichtet, um zu einer Versachlichung der Debatten und zur Vermeidung von Konflikten vor Ort beizutragen.“ Entsprochen wurde damit einem Anliegen der Umweltorganisationen, die bereits 2012 eine solche Einrichtung angeregt hatten. Das Kompetenzzentrum wurde am 1. Juli 2016 durch die Bundesumweltministerin Barbara Hendricks eröffnet.
2019 wurde vom Bundeswirtschaftsministerium ein Arbeitsplan zur Stärkung der Windenergie an Land vorgestellt. Eine der 18 vorgeschlagenen Maßnahmen war die Zusammenlegung der „Clearingstelle EEG“, der „Fachagentur Wind“ und des „Kompetenzzentrum Naturschutz und Energiewende“ zu einem Clearinghaus Erneuerbare Energien, "um Beratung aus einer Hand zu bieten". Dieser Vorschlag wurde nicht umgesetzt.

## Organisation
Die gGmbH ist eingetragen im Handelsregister des Amtsgerichts Charlottenburg Registernummer: 178532 B. Das Kompetenzzentrum hat seinen Sitz (Geschäftsstelle) in Berlin. Es wird durch einen geschäftsführenden Direktor geleitet. Die Arbeit der gemeinnützigen GmbH mit Sitz in Berlin wird durch einen Beirat begleitet. In das Gremium werden durch den Gesellschafter auf Vorschlag des Bundesumweltministeriums Vertretungen des Naturschutzes, der Energiewirtschaft, der Länder und Kommunen sowie aus Wissenschaft und Forschung berufen.

## Auftrag
Das KNE soll als unabhängige Institution Debatten über die Naturverträglichkeit der Energiewende versachlichen und Konflikte mit dem Natur-, Arten- und Landschaftsschutz vermeiden helfen. Es arbeitet mit allen Akteuren der Energiewende gleichermaßen zusammen. Das KNE setzt auch drittmittelfinanzierte Projekte um.

### Wissenstransfer
Das KNE transferiert als Informationszentrum neue wissenschaftliche Erkenntnisse zum Naturschutz zu den Energiewende-Akteuren (Wissensdokumente, Veranstaltungen), vorrangig zu den Themen Onshore-Windenergie und Photovoltaik-Freiflächenanlagen (Solarparks).
Im März 2025 veröffentlichte das KNE die digitale Wissensplattform „Natur im Solarpark“. Diese stellt übersichtlich und praxisnah vor, wie naturverträgliche Solarparks geplant und umgesetzt werden. Sie richtet sich hauptsächlich an kommunale Akteure der Energiewende, Vertreterinnen und Vertreter aus der Verwaltung, Interessenverbände, Gutachterbüros und Gemeinderäte. Die Plattform erklärt, an welchen Stellen der Bauleitplanung bereits wichtige Weichen für den Schutz von Biodiversität und Natur gestellt werden können und welche naturschutzfachlichen Instrumente dafür zur Verfügung stehen.

### Beratung
Das KNE informiert als Beratungszentrum zur Konfliktprävention und Konfliktbearbeitung und es vermittelt auf Anfrage speziell fortgebildete Mediatorinnen und Mediatoren.

### Dialoggestaltung
Das KNE bietet als Dialogzentrum den Akteuren der Energiewende – im Sinne einer gemeinsamen Positionsfindung – den vertraulichen Austausch zu bestimmten Sachverhalten an.

### Medienarbeit
Das KNE unterstützt den öffentlichen Diskurs zur naturverträglichen Energiewende durch Presse- und Medienarbeit (u. a. Newsletter, Wortmeldungen, Podcasts).